# Surrey Iron Railway

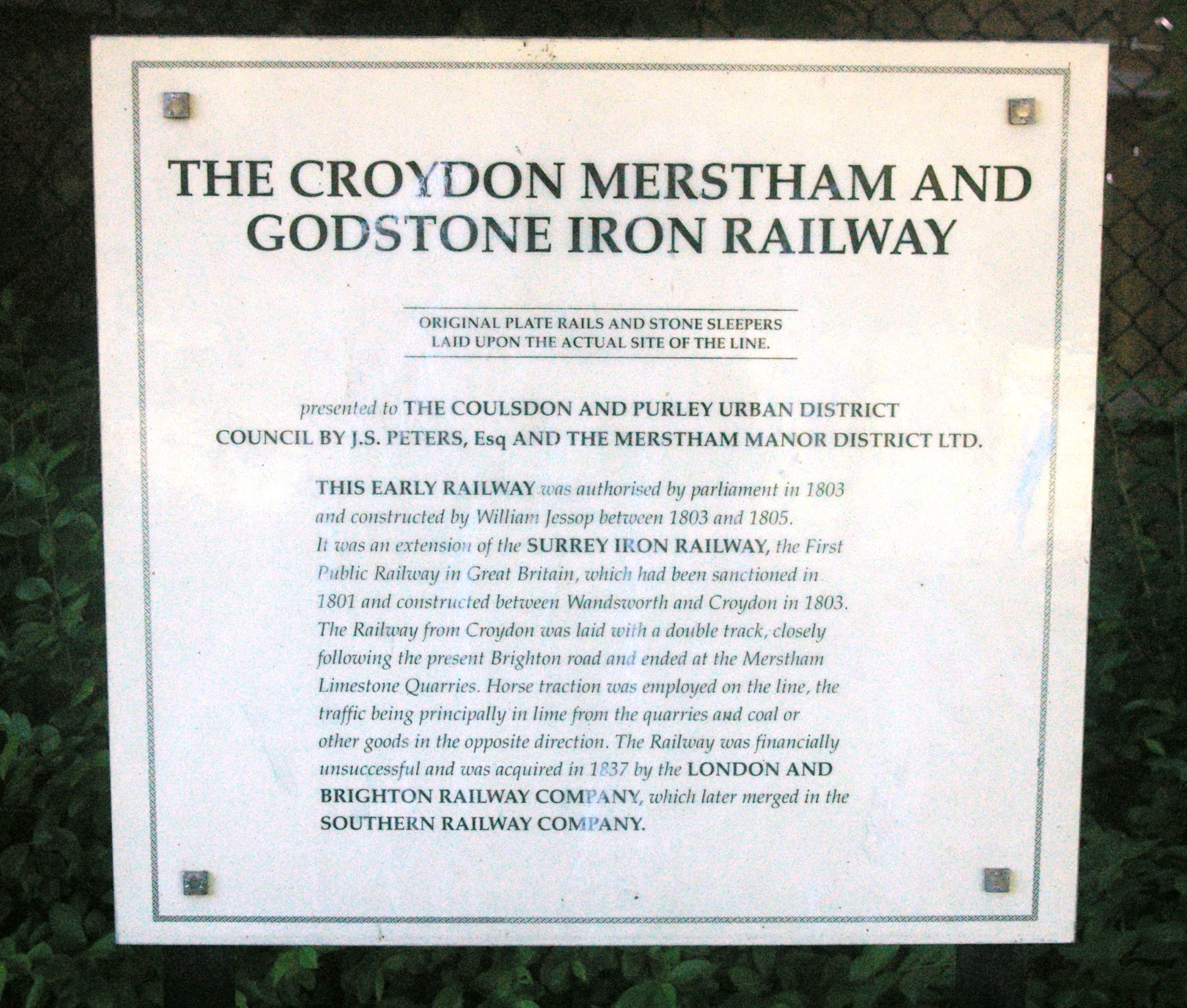

Le Surrey Iron Railway est le premier chemin de fer public. Il s'agissait d'un chemin de fer hippomobile.

## Histoire
En 1801, en Angleterre, première concession de « rail-way » pour une ligne de Wandsworth à Croydon.
Il est construit en 1802 au sud de Londres entre Wandsworth et Croydon.
Il s'agissait d'un chemin de fer à péage sur lequel les transporteurs utilisaient la traction des chevaux. Les principales marchandises transportées étaient le charbon, les matériaux de construction, la chaux, le fumier, le maïs et les graines. La première ligne de 13,3 km vers Croydon a été ouverte le 26 juillet 1803, avec un embranchement de Mitcham à Hackbridge.